# Sanđela
Sanđela je otočić istočno od obale Žuta, od kojeg je udaljen oko 1700 metara. Najbliži otočić je Lukarica, oko 700 metara sjeverno.
Površina otoka je 1.479 m2, a visina 3 metra.